# 高田裕三
高田裕三（1963年3月21日—），本名高田裕次。日本著名漫畫家，東京都江戶川区出身，明治大学文學部中途休學。
1987年在《Young Magazine 海盗版》開始連載《3×3 EYES》而廣受好評，整部作品共40集完結，已創下單行本銷量超過3300萬冊的佳績。
其主要著名作品有《3×3 EYES》、《萬能文化貓娘》、《碧奇魂》等。

## 创作历史

### 青年時代
1983年
- 高田裕三于明治大学文学部专攻日本文学並开始研究漫画。
- 高田的第一部短篇漫画《就职生手（Sensual Pleasure Beginner）》发表于講談社旗下的《Young Magazine（下簡稱YM）》。
- 《常夏银行（Endless Summer Bank）》发表于1983年9月到1985年2月的杂志上。

1984年
- 在1984年1月2日，《常夏銀行》合卷印刷了單行本第一卷，成爲了高田第一部漫畫單行本作品。
- 之後，高田陸續發表了一些作品，包括《旗持偏屈男（Tour Conductor Nilumori）》（1985年）和《运动·流行Kids（Hatamoto-Taikutsu Otoko, Sportion Kids）》（1986年）。
- 高田对《旗持偏屈男》这部作品有如下批注：
“我的编辑需要一部成人漫画，但随着漫画的制作，她逐渐成为了一部动作漫画。当我画其中一副时，我感到难以继续，我对画成人漫画已厌倦了。我很想画有关超自然文化的作品，但我的编辑拒绝了（部分原因是我的漫画技艺还略有不足）”

### 三隻眼時代
1987年
- 《3×3 EYES》在1987年12月14日，开始刊登並连载于《YM 海盗版》月刊的增刊。該作的开端以“中国妖怪的动作剧”这一口号来吸引读者。
- 值得一提的是，《3×3 EYES》終于實現了高田對實現超自然文化作品創作的願望。
- 同年，以幽默搞笑爲主的《天天星期天》開始由雙葉社出版連載。在家裏的陽臺种大麻的魔術師和愛慕魔術師的女警之間，將會從貓捉老鼠關係，變成貓鼠戀？

1988年
- 1988年，《3×3 EYES》第1卷由講談社首度推出發行。
- 《3×3 EYES》連載開始后人氣直綫上升，插畫曾兩度登上当年雜誌的封面。
- 1988年3月14日的封面上除了佩和八云外还有这样一行字“冒险少女来到拉！”单行本第1卷也同年發售。
- 值得注意的是，自《3×3 EYES》開始，《YM 海盗版》也開始了单行本化。

1989年
- 1989年4月10日，劃時代意義的《3×3 EYES》第一部連載完成。
- 《3×3 EYES》由於人氣大好，在1989年4月24日從《YM 海盜版》移版《YM》，並成爲《Young Magazine》的周刊連載，開始了《3×3 EYES》第二部——《聖魔傳説》。
- 同年，以麻將和通靈為題材的《天草史郎》由竹書房出版連載。

1990年
- 1990年，首屆《3×3 EYES》設計大賽在《YM》雜誌上舉辦。
- 該活動分爲“角色服務部門”與“怪獸設計部門”分別徵集來稿，審查委員長則由高田親自擔當。優秀作品將在《3×3 EYES》刊出。此外，成爲每年慣例的《3×3 EYES》日曆也在本年開始製作推出。
- 在PC-Engine上，則发售了第一張三只眼遊戲：文字遊戲——《三只眼变成》。
- 同年，在雙葉社旗下雜誌連載了集科幻動作幽默的漫畫——《萬能文化貓娘》。擁有貓腦袋的超級智能人型戰鬥用（？）機器人，超級科學家的父親，財團千金的母親，以及財團的唯一繼承人，他們之間將發生什麽趣事？
- 同年，同是雙葉社連載的愛情幽默劇——《天天星期天》推出OVA動畫。該作由伊藤美紀擔當女警主角的聲優。

1991年
- 1991年7月25日，《3×3 EYES》OVA第一部——《轉生之章》推出發售。該作由林原惠等擔當主要聲優。
- 因爲廣受好評，《3×3 EYES》OVA一共推出了《轉生之章》《八云之章》《採生之章》《迷走之章》等4部，情節涵蓋了漫畫第一部内容。
- 同年，舉辦了第二次設計大賽，並推出了《3×3 EYES》電話卡。隨著周邊的擴展，《3×3 EYES》在各大領域活躍異常。

1992年
- 1992年2月5日至11日，在日本札幌舉辦的第43屆雪祭的雪像會中赫然出現了佩和八云的巨大雪像。該作是由4名在《YM》雜誌上徵集的雪像建設隊員們製作的。在開場舞會上還出現了擔當佩的聲優的林原惠的身影，使得現場氣氛熱烈無比。
- 同年，在家用机上发售了SFC游戏——《3×3EYES 圣魔降临转》。
- 同年，在竹書房旗下雜誌連載了日本植物神話的《碧奇魂》。
- 最轟動的是《萬能文化貓娘》的OVA的推出與成功。其女主角夏目溫子連續獲得幾年來人氣最高位置。夏目溫子的聲優由林原惠擔當。

1993年
- 1993年，高田以《3×3 EYES》獲得第17回講談社少年部門漫畫大獎。
- 雖然《3×3 EYES》是在青年漫畫雜誌《YM》上連載，卻受到了廣大少年到成年人的關注與支持。
- 同年，游戏周边方面，在MD-CD机上，发售了《圣魔传说3×3EYES》。
- 另外，高田還為遊戲《Just Breed》擔綱人物設定。

1994年
- 1994年舉辦的第三次設計比賽——新的CG競賽“《3×3 EYES》in電腦世界”受到了極大關注，不僅參與人數衆多，更是出現了許多被高田評爲“職業級”的作品。
- 本年開始電視上放映高田在竹書房連載的作品：《碧奇魂》。

1995年
- 1995年8月7日發行了《3×3 EYES》單行本第20卷，纍計發行量突破了兩千萬冊。同時，《3×3 EYES》以八年的連載成績，確立了其長期暢銷漫畫的地位。
- 同年，《3×3 EYES》的漫畫小説系列也終于登場。
- 同年7月6日，《3×3 EYES》的新的OVA動畫——《聖魔傳説》發售，共3部。情節簡要涵括了漫畫第二部内容。依舊由林原惠擔當佩的聲優。
- 同年，在PC、Super Famicon和SEGA Saturn上发售了游戏《3×3EYES 吸精公主》、《3×3EYES 兽魔奉还》以及《碧奇魂～奇稻田祕錄傳～》。

1996年
- 1996年，在《3×3 EYES》設計和CG競賽中又誕生了新的項目——彩色插畫及立體物設計。
- 所謂的立體物設計就是立體商品（周邊）的設想及設計。入圍作品之一的“飛腭背包”被實物化后，成爲了官方贈品。
- 4月19日，遊戲《吸精公主》移植到SEGA Saturn主機上。
- 由於竹書房旗下雜誌在六月份廢刊，《碧奇魂》只好無限期“待續”之中。
- 同年推出了OVA《碧奇魂2》，把電視裏的《碧奇魂》遺留下來的本土格局帶到世界。

1997年
- 1997年，由於《萬能文化貓娘》在OVA和電視上的活躍，但雙業社倒閉，高田在角川書店推出了新版的《萬能文化貓娘》。

1998年
- 在1998年1月2日的雜誌上，《3×3 EYES》迎來了400囘連載，其紀念禮物是插畫集。
- 同年8月6日发售了PlayStation的遊戲——《3×3EYES 转轮王幻梦》。这是第七部以《3×3 EYES》为题材的遊戲。亦是現知最好的一部《3×3 EYES》題材遊戲。在《YM》上公開過遊戲的相關情報。
- 同年12月4日發行了單行本第30卷。
- 官方發售首本畫集《3×3 EYES妖怪大圖鑒》。
- 雖然《3×3 EYES》的周邊依舊不斷推出，但是漫畫卻陷入了泥潭。儘管畫風出現轉型，但是，由於題材，内容的單一公式化，讓讀者漸漸麻木並流失。
- 同年，高田在講談社旗下雜誌推出人偶歷史反思（？）漫畫——《幻藏人形鬼話》。這種以揭露當年統治階級的黑暗，宣揚自由和平人生的作品，似乎得不到廣大日本讀者的支持，短短5卷而終。
- 同年亦推出了《萬能文化貓娘》的電視版和OVA，可惜人氣大不如前。

2000年
- 《3×3 EYES》由於劇情拖遝，打鬥頁面佔據多數而陷入低迷。近兩年來無任何起色。
- 不过，据2000年年度统计，《3×3 EYES》在日本累计发行量再上一层楼，突破三千万卷，进入日本漫画总发行量前二十强。
- 同年，高田為女兒而畫的低齡童話搞笑漫畫《萬能小神龍》由小學館推出。

2002年
- 2002年8月26日，《3×3 EYES》最後一回終于在《YM》刊載，通篇歷時近15年。
- 為紀念最終囘，同年還發售了紀念用的豪華禮盒，收錄了新裝版作品，明信片等周邊產品。

### 后三隻眼時代
2003年
- 2003年，高田在講談社嘗試推出了以宣傳移植器官爲主的《希望天使》。希望借此漫畫，推廣醫學上的器官移植常識，並鼓勵大家勇於捐獻，拯救器官缺陷的待醫者。

2004年
- 2004年，高田在分別連載完《希望天使》和《幻藏人形鬼話》之後，正分別連載江戶時代妖魔細菌漫畫《九十九夜伏妖譚》（講談社 - Young Magazin別冊連載）、未來科幻漫畫《Little Jumper未來少女》（講談社 - Afternoon連載）和一嘗高田心願的特攝超人《奧特曼·初代》（角川書店 - 特攝ACE連載）等三部漫畫。

2007年
- 購買日版《Little Jumper未來少女》第五卷，或《九十九夜伏妖譚》第四卷，將可應徵得到相應主題的賀年卡。並有1/5的幾率獲得《3×3 EYES》版本賀年卡——此為《3×3 EYES》結束五年后，高田再次為擁躉們帶來阿佩和八云的新年祝福。

2008年
- 《Little Jumper未來少女》和《奧特曼·初代》先后圆满完成了连载。

2009年
- 高田于5月12日在讲谈社的半月刊《EVENING》开始了名为《CAPTAINアリス》的新连载，内容大概是一名叫谷川有栖（或者叫谷川爱丽丝？）的飞机驾驶员，拥有超群的飞行技术却有点不适合这个职业，某一天，在她驾驶的航班上来了一位不可思议的少年......。
- 目前他还继续連載《九十九夜伏妖譚》等作品。
- 《CAPTAINアリス》單行本于10月23日由講談社出版。
- 11月21日，講談社推出『3×3EYES』復活記念祭，內容包括高田裕三的彩色原畫展以及由AT-X推出《3×3 EYES》OVA的複刻版本。
- 12月9日，《3×3 EYES 外传》于講談社旗下《YOUNG青年雜誌》（月刊）發表。

2010年
- 高田裕三製作三張三隻眼新年賀卡，為《3×3 EYES 外传》造勢。
- 1月10日，講談社在千葉店的三省堂書店文化活動空間，推出高田裕三彩色原畫展。

2014年
- 12月26日，描述三隻眼「聖魔創世篇」12年後的正宗續集長篇《3×3EYES 幻獸之森的遇難者》開始在網路版《YM 海盗版》免費連載。[1]

2016年
- 《3×3EYES 幻獸之森的遇難者》於8月連載結束，同年12月，繼續連載《3×3 EYES 鬼籍之闇的契約者》。

2019年
- 《3×3 EYES 鬼籍之闇的契約者》移籍至月刊Young Magazine上繼續連載。

## 相關作品

### 漫画
| 中文譯名                                                                    | 連載年代（單行本初終版日期）   | 卷數                      | 日方出版社 |
| --------------------------------------------------------------------------- | ------------------------------ | ------------------------- | ---------- |
| 《就職beginner》或《就职生手》                                              | 1983年                         | 未知                      | 講談社     |
| 《常夏bank》或《常夏銀行》                                                  | 1984年1月2日 - 1985年2月18日   | 全2卷                     | 講談社     |
| 《旗持偏屈男》                                                              | 1985年3月3日 - 1986年9月1日    | 全3卷                     | 講談社     |
| 《清貨行動組》或《运动·流行Kids》                                           | 1986年11月17日 - 1987年11月2日 | 全2卷                     | 講談社     |
| 《每天星期天》（台）或《天天星期天》（港）                                  | 1987年11月13日 - 1989年2月10日 | 全2卷                     | 雙葉社     |
| 《三隻眼》（台）或《3×3 EYES》（港）                                        | 1987年12月14日 - 2002年11月6日 | 全40卷                    | 講談社     |
| 《天草史郎》                                                                | 1989年2月 - 1991年3月          | 全1卷                     | 竹書房     |
| 《碧奇魂》                                                                  | 1992年 - 1995年                | 全2卷（后续可查同名動畫） | 竹書房     |
| 《萬能文化貓娘》                                                            | 1997年                         | 全1卷                     | 雙葉社     |
| 《新萬能文化貓娘》                                                          | 1997年 - 1998年                | 全1卷                     | 角川書店   |
| 《幻藏人形鬼話》                                                            | 1998年7月23日 - 2004年5月21日  | 全5卷                     | 講談社     |
| 《萬能小神龍》（台）或《願望成真神成龍》（港）                              | 2001年4月26日 - 2003年3月28日  | 全2卷                     | 小學舘     |
| 《希望天使》（台）或《天使之心》（台港）                                    | 2003年8月5日 - 2003年11月26日  | 全2卷                     | 講談社     |
| 《奧特曼·初號》（暫，未查有中文版）                                         | 2004年 - 2008年                | 全3卷                     | 角川書店   |
| 《九十九夜伏妖谭》（台）或《九十九夜妖擊記》（港）                          | 2004年8月6日 - 2006年6月23日   | 全3卷（第一部完结）       | 講談社     |
| 《時空少女Little Jumper》（台）或《Little Jumper未来少女》（港）            | 2005年4月22日 - 2008年9月22日  | 全7卷                     | 講談社     |
| 《九十九夜伏妖谭-明治17年篇》（台）或《九十九夜妖擊記之明治十七年編》（港） | 2007年8月23日 -                | 4卷，連載中               | 講談社     |
| 《女機長愛麗絲》（台）                                                      | 2009年10月23日 - 2013年8月23日 | 全10卷                    | 講談社     |
| 《鸞鳳》                                                                    | 2013年11月12日－               | 2卷，連載中               | 講談社     |
| 《無號之共働機甲MUGOU》（港）                                               | 2019年5月－                    | 6卷，連載中               | 講談社     |

### 动画
| 中文名                               | 連載年代      | 回目       | 類型(OVA為录像版，TVS為電視版) |
| ------------------------------------ | ------------- | ---------- | ------------------------------ |
| 《天天星期天》                       | 1990年        | 6回        | OVA                            |
| 《3×3 EYES》                         | 1991年        | 4回        | OVA                            |
| 《萬能文化貓娘 I》                   | 1992年        | 3回        | OVA                            |
| 《萬能文化貓娘 II》                  | 1998年        | 3回        | OVA                            |
| 《碧奇魂》（台）或《种子特务》（港） | 1994年        | 26回       | TVS                            |
| 《3×3 EYES<聖魔傳説>》               | 1995年~1996年 | 3回        | OVA                            |
| 《碧奇魂1.5》                        | 1996年        | 2回        | OVA                            |
| 《碧奇魂2》                          | 1996年        | 3回        | OVA                            |
| 《万能文化猫娘》                     | 1999年        | 12回       | TVS                            |
| 《万能文化猫娘DASH! 》               | 1999年        | 12回       | TVS                            |
| 《3×3 EYES DVD 特典》                | 2003年        | 7回+CG畫集 | DVD SE                         |

### 画集
| 書籍名稱                             | 初版年份      | 頁數  | 大小 | 出版社/来源                            |
| ------------------------------------ | ------------- | ----- | ---- | -------------------------------------- |
| 高田裕三畫集 合緣奇緣                | 1993年        | 102頁 | B4   | 講談社                                 |
| 高田裕三畫集 Just Breed的世界        | 1993年6月20日 | 58頁  | 未知 | 雙葉社                                 |
| 高田裕三畫集 合縁奇縁(再版)          | 2000年        | 102頁 | A4   | 講談社                                 |
| 高田裕三畫集 THE LAST ORDER          | 2000年2月10日 | 160頁 | B4   | 講談社                                 |
| 高田裕三 3X3EYES ART WORKS 1999-2002 | 2003年5月21日 | 未知  | 未知 | 3X3EYES Special Edition（DVD）中的贈品 |